# Campeonato Sudamericano de Voleibol Femenino de 1989
El torneo número 18º Campeonato Sudamericano de Voleibol Femenino fue realizado en el año de 1989 en Curitiba, Brasil. La selección peruana nuevamente se coronó campeona del torneo con un resultado de 3-0 sobre la selección brasileña local.
En el cuadro de Perú que se coronó campeón destacaron Gabriela Pérez Del Solar, Denise Fajardo, Sonia Heredia, Natalia Málaga, entre otros. 
Equipo peruano campeón:
Gabriela Perez
Denise Fajardo
Sônia Heredia
Natalia Málaga
Cenaida Uribe
Rosa Garcia
Rocio Serna
Sonia Ayaucán
Margarita Delgado
Jéssica Tejada
Janet Vasconzuelo
Miriam Gallardo

## Tabla final
| Posición | Equipo    |
| -------- | --------- |
|          | Perú      |
|          | Brasil    |
|          | Argentina |
| 4        | Venezuela |
| 5        | Paraguay  |
| 6        | Uruguay   |

- Datos: Q2377441